# 二十カ年百万戸送出計画
二十カ年百万戸送出計画（にじっかねんひゃくまんこそうしゅつけいかく）とは、1936年（昭和11年）8月11日に、拓務省が作成し、広田弘毅内閣により国策として確定した、満州国への大規模な日本人農民の移住計画である。同年5月に、関東軍が作成していた、「満州農業移民百万戸移住計画」を骨子として作成された。

## 前史<1>・満州事変以降
1931年（昭和6年）の満州事変発生以降、関東軍は満州への大量移民計画案を作成し、その実施を日本政府に求めていたが、大蔵省の反対が強く、移民事業は試験的な意味を脱することができなかった。しかし、1936年（昭和11年）発生の二・二六事件によって、軍部の政治的発言力が飛躍的に増大し、かつ同時にこの事件により移民政策に消極的であった高橋是清蔵相が暗殺されたことから、関東軍にとっては自己が作成していた満州大量移民計画を実施する絶好の機会となった。そこで関東軍により作成された大量移民計画案が「満州農業移民百万戸移住計画」である。

## 前史<2>・「満州農業移民百万戸移住計画」

### 移民の規模
この計画とは、1937年から1956年の20年間に、100万戸・500万人の日本人移民を満州に送出するというものであった。内訳は、第一期（1937年 - 1941年）10万戸、第二期（1942年 - 1946年）20万戸、第三期（1947年 - 1951年）30万戸、第四期（1952年 - 1956年）40万戸としていた。100万戸・500万人とするのは、農業移民一戸あたりの家族数を5人として計算したからである。当時日本の総農家数は560万戸であり、そのうち飢餓農民の典型であるとみなされた5反（5アール）以下の耕地しか所有していない小作貧農は、200万戸であった。百万戸移住計画は、この5反以下の農地しか持たない飢餓農民の半数を20年間で、満州に移住させる意図であった。また、「満州国」の人口を計画時から起算して20年後には、5000万人になるとし、その一割に相当する500万人を日本人で占めさせ、「大和民族」が満州国の指導的な役割を担うことを目指した。

### 移民用地の選定
移民用地として確保すべき土地面積については、一人当たり10町歩として、計1000万町歩（1000万ヘクタール）として計画された。また、その取得地帯は、北満州地方を中心とすることとして計画された。北満州地方が選定されたのは、
1. 未墾地が多く、買収の際の日本政府の財政的負担を軽減できること
2. 未墾地が多く、在満州中国人農民との摩擦を少なくすることができる
3. 抗日民族統一戦線組織の最大の遊撃区でもある北満州地方の治安の確立を図る
4. 対ソ連戦に備えるため

の四つの理由があった。

## 「国策」としての「二十カ年百万戸送出計画」
この関東軍司令部作成による「満州農業移民百万人計画」を骨子として、1936年8月25日、広田弘毅内閣は、七大国策の一つとして本「二十カ年百万戸送出計画」を確定した。満州農業移民事業の担当官庁である拓務省は、1937年（昭和12年）5月に本「二十カ年百万戸送出計画」のうち第一期（1937年 - 1941年）分10万戸を送出する計画の実施大綱である「満州移民第一期計画実施要領」を作成した。以下にその内容を記す。

### 移民の送出戸数
移民の送出戸数は、関東軍作成の「満州農業移民百万戸移住計画」と同じく、第一期を10万戸とし、下表のように、5か年に割り振った。
| 年度                 | 年次 | 集団移民（戸） | 自由移民（戸） | 計（戸） |
| -------------------- | ---- | -------------- | -------------- | -------- |
| 昭和12年（1937年）度 | 6次  | 5,000          | 1,000          | 6,000    |
| 昭和13年（1938年）度 | 7次  | 10,000         | 5,000          | 15,000   |
| 昭和14年（1939年）度 | 8次  | 15,000         | 6,000          | 21,000   |
| 昭和15年（1940年）度 | 9次  | 20,000         | 8,000          | 28,000   |
| 昭和16年（1941年）度 | 10次 | 20,000         | 10,000         | 30,000   |
| 計                   | ―    | 70,000         | 30,000         | 100,000  |

### 移民の土地
移民の土地については、集団移民については、1戸あたり耕地20町歩と採草放牧地10町歩、計20町歩と計算し、集団移民7万戸全体では140万町歩が必要であるとしていた。自由移民については、1戸あたり耕地と採草放牧地あわせて10町歩、自由移民3万戸全体では30万町歩が必要であるとしていた。

## その後の展開<1>・「分村移民」への結実
国策として進められるようになった「二十カ年百万戸送出計画」は、農林省により進められていた疲弊した農村部の経済更生運動と連動かつ深化し、1938年（昭和13年）から始められた「分村移民」として結実する。「分村移民」とは、各町村別に、「黒字農家」＝「適正規模農家」を確定し、この「適正規模農家」の平均耕地面積で町村の耕地総面積を割って「適正農家」数を算出し、この戸数を超える農家を「過剰農家」とする。すなわち、農村を「適正規模農家」と「過剰農家」に『分け』、このうち「過剰農家」を満州に送り出すというものである。数式化すると、
各町村の総農家数－｛各町村の耕地総面積÷「適正規模農家」の平均耕地面積｝＝「過剰農家」数＝「満州へ送出する農家」数
となる。

## その後の展開<2>・移民事業崩壊期、ソ連軍の満州侵攻そして逃避行
日中戦争の拡大により国家総力戦体制が1938年（昭和13年）日中戦争が拡大かつ長期化すると戦時体制下の軍需産業に多くの労働力が動員されるようになると、上記第一期移民送出計画の遂行が危ぶまれた。拓務省は昭和13年度、昭和14年度の戸数を減少させ、その代わり昭和15年度・16年度を増加させ、総数としては5年間で10万戸を達成するという修正を施した。この時に満蒙開拓青少年義勇隊を毎年3万人、4年間送出し、計12万人送出することとされた。。しかし、その後の実績は、縮小され修正計画すら達成できず、昭和15年度以降は、各年度の状況を見てその都度送出計画を立てるという場当たり的措置をとらざるを得なくなった。移民事業の崩壊期である。
| 年度                 | 年次 | 当初計画（戸） | 修正計画（戸） | 再修正計画（戸） | 実績   |
| -------------------- | ---- | -------------- | -------------- | ---------------- | ------ |
| 昭和12年（1937年）度 | 6次  | 6,000          | 6,000          | 6,000            | 5,942  |
| 昭和13年（1938年）度 | 7次  | 15,000         | 6,000          | 6,000            | 5,695  |
| 昭和14年（1939年）度 | 8次  | 21,000         | 11,000         | 11,000           | 6,945  |
| 昭和15年（1940年）度 | 9次  | 28,000         | 30,000         | 20,000           | 10,319 |
| 昭和16年（1941年）度 | 10次 | 30,000         | 47,000         | 12,000           | 6,710  |
| 計                   | ―    | 100,000        | 100,000        | 55,400           | 35,611 |

そして、1945年8月9日のソ連軍の満州侵攻の日を迎える。関東軍は質量ともに圧倒するソ連軍の攻勢の前に潰走した。この時点における在満州国移民団員の数は約22万人であったが、そのうち現地死亡4万6000人、行方不明者3万6000人、ソ連抑留者3万4000人であり、どうにか日本にたどり着いた人は、22万人の半数に過ぎなかった。